# NGC 2429B
NGC 2429B је елиптична галаксија у сазвежђу Рис која се налази на NGC листи објеката дубоког неба.
Деклинација објекта је + 52° 20' 53" а ректасцензија 7h 43m 51,8s. Привидна величина (магнитуда) објекта NGC 2429 износи 16,5 а фотографска магнитуда 17,5. NGC 2429B је још познат и под ознакама MCG 9-13-40, VV 284, KCPG 138A, PGC 21663.